# Паттерсон, Уильям Джон
Уи́льям Джон Па́ттерсон (англ. William John Patterson; 13 мая 1886 — 10 июня 1976) — канадский политик из провинции Саскачеван. Член провинциальной Либеральной партии, в 1935 году стал преемником Джеймса Гарфилда Гардинера на посту премьер-министра и первым уроженцем Саскачевана, занявшим эту должность. 
На выборах 1944 года он уступил Федерации объединённого содружества Томми Дугласа, а в 1946 году ушёл в отставку из руководства Либеральной партии.
Паттерсон был также лейтенант-губернатором провинции с 1951 по 1958 год, став первым, кто за свою карьеру был и премьер-министром, и лейтенант-губернатором провинции.